# El tiempo entre costuras
Pour les articles homonymes, voir L'Espionne.
L'Espionne de Tanger (El tiempo entre costuras) est une série télévisée espagnole en onze épisodes de 88 minutes produite par Boomerang TV d'après le roman de María Dueñas, et diffusée entre le 21 octobre 2013 et le 20 janvier 2014 sur Antena 3.
La série a été remontée en 17 épisodes d'environ 45 minutes et doublée en 25 langues. Elle est disponible en France depuis le 18 juillet 2016 sur Netflix, et au Québec, elle est diffusée depuis le 9 septembre 2017 sur Unis.

## Synopsis
La série qui raconte l’histoire de Sira Quiroga, une jeune couturière madrilène qui va devenir espionne à l’aube de la Seconde Guerre mondiale.

## Fiche technique
- Titre original : El tiempo entre costuras
- Titre français : L'Espionne de Tanger
- Société de production : Boomerang TV
- Direction : Iñaki Mercero, Iñaki Peñafiel et Norberto López Amado
- Production exécutive : Emilio Pina et Reyes Baltanás
- Scénario : Susana López Rubio, Alberto Grondona et Carlos Montero
- Pays : Espagne
- Genre : Série
- Date de sortie du premier épisode : 21 octobre 2013
- Dernier épisode : 20 janvier 2014

## Distribution

### Acteurs principaux
- Adriana Ugarte : Sira Quiroga
- Elvira Mínguez : Dolores Quiroga
- Peter Vives (es) : Marcus Logan
- Tristán Ulloa : Juan Luis Beigbeder
- Filipe Duarte (pt) : Manuel Da Silva
- Hannah New : Rosalinda Fox

### Acteurs secondaires
- Rubén Cortada (es) : Ramiro Arribas
- Raúl Arévalo : Ignacio
- Mari Carmen Sánchez (es) : Candelaria « La Matutera »
- Alba Flores : Jamila
- Carlos Santos : Félix Aranda
- Francesc Garrido (es) : Claudio Vázquez
- João Lagarto : João
- Elena Irureta (es) : Doña Manuela
- Pepa Rus : Paquita
- Carlos Olalla : Gonzalo Alvarado
- Ben Temple : Alan Hillgarth
- David Venancio Muro : Inspector Palomares
- Tessa Dóniga : Dora
- Valeria Racu : Martina

• Ana Milán : Berta Sterling

## Épisodes
Les onze épisodes originaux :
1. Amor y otras verdades
2. El camino más difícil
3. La felicidad de unos cuantos
4. Escrito en las estrellas
5. El sol siempre vuelve a salir
6. Espionaje
7. Un refugio en mitad de la tormenta
8. El resto de nuestros días
9. Los fantasmas del pasado
10. Los cuentos que no saben qué contar
11. Regreso al ayer